# Felber Tauern
Der Felber Tauern (auch Windisch-Matreier Tauern) ist ein 2465 m ü. A. hoher Gebirgspass in den Hohen Tauern. Auf seiner Passhöhe steht das 1952 geweihte Tauernkreuz, vor dem am letzten Sonntag im August eine Bergmesse zelebriert wird.

## Topographie
Der Felber Tauern liegt zwischen der Venediger- und der Granatspitzgruppe und verbindet Salzburg mit Osttirol bzw. das Mittersiller Felbertal mit dem Matreier Tauerntal. Der Pass ist nicht befahrbar und war in der Römerzeit der am stärksten benutzte Tauernübergang. Er liegt zwischen dem Tauernkogel (2988 m) im Westen und dem Hochgasser (2922 m) im Osten, westlich oberhalb liegt auf 2481 m die St. Pöltner Hütte, und seit 1975 verläuft hier die 380-kV-Leitung von Kaprun nach Lienz.
Der Felber Tauern hat noch einen zweiten Übergang: Es ist der auf alten Karten mit Alter Tauern oder Ganzer Tauern bezeichnete alte Säumerweg, der aber heute ebenso nicht mehr benutzt wird. Dieser Säumerweg und der heutige Wanderweg (hier Samerweg genannt) zwischen Matrei und Mittersill treffen im Süden beim „Göttlichen Stein“ (2148 m) zusammen und im Norden unterhalb des „Nassfeldes“.
Erst seit der Mitte der 1960er Jahre wurden das Felbertal und das Tauerntal durch den Felbertauerntunnel in 1632 m Höhe (Osttirol) verbunden. Damit stellt er gemeinsam mit der Felbertauernstraße den kürzesten Weg zwischen Salzburg und Osttirol dar. Die Felbertauernstraße verbindet aber das Amertal (gleich neben dem Felbertal) mit dem Tauerntal.

## Geschichte
Wie bei allen Pässen lässt sich auch in den Tauern nur schwer sagen, wann die Pässe das erste Mal begangen wurden. Sicher war dies bei einigen schon in der Steinzeit der Fall und ab der Bronzezeit kann man für die meisten Tauernpässe wohl schon regelmäßige Begehungen annehmen. Es scheint heute, dass ganz besonders der Felber Tauern in der Bronzezeit eine gewisse Bedeutung hatte, als wichtigster regionaler Pass zwischen Hochtor und Birnlücke. Die anderen Pässe dazwischen, die drei Sulzbacher Thörl (2280 m, 2970 m und 2953 m) und die Plesnitzscharte (2693 m) wiesen nur eine sehr geringe lokale Bedeutung auf.
Wohl schon in der Bronzezeit bauten die Taurisker die schwierigsten Wegpassagen über die Felber Tauern aus, denn sie waren es auch, die Bergbau und Landwirtschaft in diesem Gebiet betrieben und entsprechende Wege benötigten. Der frühzeitliche Fernhandelstransit ging wohl nicht über den Felber Tauern, wohl aber war die Gegend um den Felber Tauern, wie die ganzen Tauern, auch End- und Anfangsort wichtiger Fernhandelsrouten, auf denen die Taurisker vornehmlich ihre Bergwerksprodukte gegen Gebrauchs- und Luxusgegenstände austauschten. Es gibt zahlreiche Einzelfunde in den Seitentälern, die für einen solchen Verkehr über diese frühen Tauriskerpfade sprechen. In der Eisenzeit verstärkte sich der Verkehr über den Felber Tauern, die alten Wege, die bisher eher End- oder Anfangspunkt von Handelswegen waren, entwickelten sich immer mehr zu Transitrouten des Fernhandels. Träger dessen waren wohl aus Etrurien und Venetien stammende etruskische Fernhändler, die auf ihren Wegen nach Norden wohl die ganzen östlichen Alpen querten.
In der Römerzeit war der Weg über den Felber Tauern, dank seiner Eisfreiheit, aber auch wegen des umliegenden Goldbergbaus, wohl der bedeutendste Pass der Hohen Tauern. Die Wege am Felber Tauern wurden von den Römern umfangreich ausgebaut. Sie waren allerdings nicht befahrbar, aber konnten mit Saumtieren begangen werden.

### Der mittelalterliche Verkehr
Nach einer längeren Pause im frühen Mittelalter scheint der Felber Tauern ab dem hohen Mittelalter wieder begangen worden zu sein. Dies war sicher erst nach der deutschen Ansiedlung und damit nicht vor dem 9. Jahrhundert der Fall – der Pass und das Tal haben einen althochdeutschen Namen (von felwa = Weide). Diesen Namen trug zuerst ein lokales Adelsgeschlecht, die Herren von Felben, die einen mächtigen Wohnturm in Mittersill besaßen und damit den Weg schon früh kontrollierten. Eine erste urkundliche Nachricht zum Verkehr über den Felber Tauern entstammt der Mitte des 13. Jahrhunderts. Sie bezieht sich auf die Jahre 1250–1252 und es geht dabei um einen Raubüberfall görzischer Dienstleute auf Salzburger Kaufleute, die mit 20 Pferden Wein über den Felber Tauern transportierten. Diese Nachricht dokumentiert, dass der Felber Tauern bereits im hohen Mittelalter wieder (oder noch) eine Überquerung mit Saumtieren erlaubte.

### Das Viehtrieb-Unglück 1878
Das schlimmste bekannte Unglück am Saumweg über den Felber Tauern ereignete sich in der zweiten Hälfte des 19. Jahrhunderts. Der Viehhändler Hochfilzer (Sattlerbauer in Mittersill) war am frühen Morgen des 27. Mai 1878 mit acht Viehtreibern und einer Herde von annähernd 130 Rindern vom Matreier Tauernhaus aufgebrochen, um die Etappe von hier über den Pass bis zum Tauernhaus Spital in Angriff zu nehmen. Während des Abstieges oberhalb des „Nassfeldes“ auf der Mittersiller Seite am frühen Abend gab es einen Wettersturz und im Schneesturm kamen vier der Männer (Vinzenz Riepler aus Matrei, Michael Rucker und Josef Wimmer aus Virgen und Sebastian Kratzer aus Prägraten) ums Leben. Auch von der Viehherde überlebten das Unglück nur einige wenige Tiere. Der Geruch der Viehkadaver zog danach hier nicht nistende Gänsegeier („Weißkopfgeier“) aus Regionen südlich des Alpenhauptkammes an, die seitdem jährlich im Sommer als „Besucher“ im oberen Felbertal und Hollersbachtal zu beobachten sind.

## Nachweise
1. 1 2  SAGIS (Seite nicht mehr abrufbar, festgestellt im Januar 2025. Suche in Webarchiven)  Info: Der Link wurde automatisch als defekt markiert. Bitte prüfe den Link gemäß Anleitung und entferne dann diesen Hinweis.
2. ↑  Steffan Bruns: Alpenpässe – vom Saumpfad zum Basistunnel, Bd. 4